# Nature morte (Braque, 1911)
Pour les articles homonymes, voir Nature morte (homonymie).
Nature morte est un tableau réalisé par le peintre français Georges Braque en 1911. Cette huile sur toile est une nature morte cubiste représentant un verre à pied et une guitare. Elle est conservée au musée d'Art moderne et contemporain de Strasbourg, à Strasbourg.